# Immigració a França
El 2015, la immigració a França era de 7,85 milions de persones, equivalent a l'11,9% de la població total. El país és el setè a nivell mundial en nombre absolut d'immigrants, per darrere dels Estats Units (45,8 milions), Rússia (11), Alemanya (9,8), l'Aràbia Saudita (9,1), els Emirats Àrabs Units (7,8) i el Regne Unit (7,8). A nivell de proporció respecte la població total, França se situa a un nivell comparable al d'altres països europeus, per darrere de Luxemburg (43,3%), Suïssa (24,9% el 2016) Suècia (15,9%), Irlanda (15,9%), Àustria (15,7%), Espanya (13,8%), el Regne Unit (12,4%) i Alemanya (11,9%), però per sobre d'Itàlia (9,4%)
Històricament, el país ha viscut tres grans onades de fluxos migratoris. La primera va ocórrer entre el 1850 i el 1914 (abans de la Primera Guerra Mundial), motivada principalment per la necessitat de mà d'obra a causa de la Revolució Industrial. Aquesta mà d'obra provenia principalment d'Alemanya, Bèlgica, Espanya, Itàlia i Suïssa. La segona onada es va donar entre el 1914 i el 1939 (des de la Primera Guerra Mundial fins l'inici de la Segona Guerra Mundial). Inicialment van arribar persones del Senegal i Algèria que formaven part de les tropes colonials franceses de la Primera Guerra Mundial. El 1915, Marsella va acollir una gran quantitat de refugiats armenis a causa del genocidi armeni. Abans de la Primera Guerra Mundial, el país va rebre refugiats polítics i obrers de Polònia i Txecoslovàquia, i posteriorment, d'Espanya i Portugal. —La tercera onada va ocórrer entre el 1945 i el 1980. Hi destaca la creació de residències d'immigrants obrers. Arran de la guerra d'Algèria, França va acollir molts algerians que en fugien. Durant la dècada de 1970, després d'un augment de protestes dels obrers que exigien millors condicions laborals i habitatges justos, es van endurir les polítiques d'immigració.